# معركة ليمنوس (1024)

كانت معركة ليمنوس في 1024 تتويجًا لغارة شنتها قوات خقانات روس عبر الدردنيل وفي بحر إيجة. كما كانت الصراع قبل الأخير بين الإمبراطورية البيزنطية والروس.
المصدر الوحيد للصراع هو تاريخ جون سكايليتزيس. وفقًا لسكايليتزيس، ففي عام 1024 قام زعيم شعب روس يدعى كريسوكاير بتجميع 800 رجل وأبحر إلى القسطنطينية، بهدف التطوع في حرس فارانجي للإمبراطور باسيل الثاني (ص 976-1025). كان كريسوكاير أحد أقارب أمير كييف الراحل فلاديمير الأول، الذي تزوج من شقيقة الإمبراطور آنا. اسمه الحقيقي غير معروف، وعلى الأرجح أن «كريسوكاير» هي ترجمة يونانية لاسمه تعني «اليد الذهبية». اقترح بلوندال أن الترجمة مشتقة إما من اللغة النوردية القديمة Auđmundr، أو من اللغة الإنجليزية القديمة Eadmund.
في القسطنطينية، طُلب من كريسوكاير ورجاله تسليم أسلحتهم قبل السماح لهم بدخول المدينة للتجنيد. رفض الروس، وبدلًا من ذلك أبحروا جنوبًا عبر نهر بحر مرمرة. حاول قائد مضيق الدردنيل في أبيدوس سد طريقهم، لكنهم هزموه وأبحروا عبر المضيق إلى بحر إيجة. ثم انتقلوا إلى جزيرة ليمنوس، حيث واجهوا أسطولًا بيزنطيًا أقوى بكثير، يتألف من قوات إستراتيجوس ثيمة ساموس ديفيد من أوهريد، وأسطول ثيمة سيبيرهايوت، وقوات دو ثيمة سالونيك نيكيفوروس كاباسيلاس. تظاهر القادة البيزنطيون في البداية أنهم يريدون التفاوض، لذلك تم تهدئة الروس في حالة أمنية مزيفة، قبل أن ينقلب البيزنطيون عليهم فجأة ويقتلوهم جميعًا.